# Liste der Biografien/Willg
Liste der Biografien |
Portal Biografien |
Personensuche
# |
A |
B |
C |
D |
E |
F |
G |
H |
I |
J |
K |
L |
M |
N |
O |
P |
Q |
R |
S |
T |
U |
V |
W |
X |
Y |
Z |
?
 
Wa |
Wc |
Wd |
We |
Wh |
Wi |
Wj |
Wl |
Wn |
Wo |
Wr |
Ws |
Wt |
Wu |
Ww |
Wy |
Wz
 
Wia |
Wib |
Wic |
Wid |
Wie |
Wif |
Wig |
Wih |
Wii |
Wij |
Wik |
Wil |
Wim |
Win |
Wio |
Wip |
Wir |
Wis |
Wit |
Wiv |
Wiw |
Wix |
Wiz
 
Wila |
Wilb |
Wilc |
Wild |
Wile |
Wilf |
Wilg |
Wilh |
Wili |
Wilj |
Wilk |
Will |
Wilm |
Wiln |
Wilo |
Wilp |
Wilr |
Wils |
Wilt |
Wilu |
Wilw |
Wily |
Wilz
 
Willa |
Willb |
Willc |
Willd |
Wille |
Willf |
Willg |
Willh |
Willi |
Willj |
Willk |
Willm |
Willn |
Willo |
Willr |
Wills |
Willu |
Willv |
Willw |
Willy
Die Liste der Biografien führt alle Personen auf, die in der deutschsprachigen Wikipedia einen Artikel haben. Dieses ist eine Teilliste mit 9 Einträgen von Personen, deren Namen mit den Buchstaben „Willg“ beginnt.

## Willg

### Willge
- Willger, Claudia (* 1961), deutsche Politikerin (Bündnis 90/Die Grünen), MdL
- Willgerodt, Conrad (1841–1930), deutscher Chemiker
- Willgerodt, Hans (1924–2012), deutscher Ökonom
- Willgerodt, Jan-Philip (* 1978), deutscher Handballspieler
- Willgerodt-Brünner, Dora (1887–1983), deutsche Malerin und Grafikerin
- Willgeroth, Gustav (1865–1937), mecklenburgischer Heimat- und Familienforscher

### Willgi
- Willging, Joseph Clement (1884–1959), US-amerikanischer Geistlicher und der erste Bischof von Pueblo

### Willgo
- Willgohs, Gustav (1819–1904), deutscher Bildhauer

### Willgr
- Willgruber, Horst (* 1947), deutscher Radsportler